# Joan Bridge
Joan Bridge (Derbyshire, 13 de março de 1912 — Londres, 8 de dezembro de 2009) foi uma figurinista britânica. Venceu o Oscar de melhor figurino na edição de 1967 por A Man for All Seasons, ao lado de Elizabeth Haffenden.